# 1869年逝世人物列表
1869年逝世人物列表：1月 - 2月 - 3月 - 4月 - 5月 - 6月 - 7月 - 8月 - 9月 - 10月 - 11月 - 12月
下面是1869年逝世的知名人士列表。

## 1月

### 1月1日
- 馬丁·貝茨，美國參議員
- James B. Longacre，美國造幣廠第四任首席雕刻師

### 1月18日
- 貝爾塔蘭·塞米爾，匈牙利第三任總理

### 1月19日
- 卡爾·賴興巴赫，德國化學家

### 1月30日
- 弗朗西絲·凱薩琳·巴納德，英國作家
- 威廉·卡爾頓，愛爾蘭小說家

## 2月

### 2月15日
- 加利卜，印度詩人

## 3月

### 3月8日
- 埃克托·柏辽兹，法國作曲家

- 約翰·帕斯科·葛籣費爾，英國海軍上將

### 3月21日
- 胡安·阿爾蒙特，墨西哥將軍、外交官和攝政王

### 3月24日
- 安托万-亨利·若米尼，法國將軍

## 4月

### 4月2日
- 克利斯蒂安·埃裡希·赫爾曼·馮·邁耶，德國古生物學家

### 4月20日
- 卡爾·羅意威，德國作曲家

## 6月

### 6月16日
- 查理斯·斯特爾特，澳大利亞探險家

### 6月20日
- 土方歲三，日本軍事指揮官

## 7月

### 7月18日
- 洛朗·克雷爾，法國美國聾人宣導者

### 7月22日
- 約翰·羅布林，美國橋樑工程師

### 7月28日
- 卡爾·古斯塔夫·卡魯斯，德國生理學家

## 8月

### 8月21日
- 卡斯托·門德斯·努涅斯，西班牙海軍上將

### 8月31日
- 瑪麗·沃德，愛爾蘭科學家，第一位車禍受害者

## 9月

### 9月4日
- 約翰·帕斯科·福克納，澳大利亞先驅、定居者和政治家

### 9月12日
- 彼得·馬克·羅傑，英國詞典編纂者

## 10月

### 10月8日
- 富兰克林·皮尔斯，64歲，美國第14任總統

### 10月12日
- 彼得·安茹，北極探險家和俄羅斯海軍上將

### 10月13日
- 查理斯·奧古斯丁·聖博夫，法國文學評論家

### 10月16日
- 約瑟夫·里特納，美國政治家

### 10月23日
- 愛德華·史密斯-斯坦利，第14代德比伯爵，英國首相

### 10月31日
- 查理斯·威克利夫，美國政治家，肯塔基州第14任州長

## 11月

### 11月8日
- 克裡斯托杜洛斯·哈齊佩特羅斯，希臘軍事領袖

### 11月10日
- 約翰·伍爾，美國陸軍將軍，曾在 1812 年戰爭、美墨戰爭和美國內戰期間服役

## 12月

### 12月8日
- 納西薩·德·赫蘇斯·馬蒂略，厄瓜多聖人

### 12月18日
- 路易斯·莫罗·戈特沙尔克，美國作曲家、鋼琴家

### 12月24日
- 埃德温·斯坦顿，美國律師、法官和政治家